# Алімбетівський сільський округ
Алімбе́тівський сільський округ (каз. Әлімбет ауылдық округі, рос. Алимбетовский сельский округ) — адміністративна одиниця у складі Каргалинського району Актюбінської області Казахстану. Адміністративний центр та єдиний населений пункт — село Алімбет.
Населення — 837 осіб (2021; 1152 у 2009, 1386 у 1999, 2415 у 1989).
Станом на 1989 рік існувала Алімбетовська сільська рада (села Алімбетовка, Бугумбай, Кизилсай, Нововведенка). Села Богенбай та Кизилсай були ліквідовані 2013 року. Село Шандиаша було ліквідоване 2018 року.

## Склад
До складу округу входять такі населені пункти:
| Населений пункт  | Колишні назви | Населення, осіб (1989) | Населення, осіб (1999) | Населення, осіб (2009) | Населення, осіб (2021) |
| ---------------- | ------------- | ---------------------- | ---------------------- | ---------------------- | ---------------------- |
| Алімбет, село    | Алімбетовка   | 1755                   | 1016                   | 1009                   | 837                    |
| --Богенбай, село | Бугумбай      | 134                    | 59                     | 18                     | -                      |
| --Кизилсай, село | -             | 253                    | 117                    | 20                     | -                      |
| --Шандиаша, село | Нововведенка  | 273                    | 194                    | 105                    | -                      |